# Невидимая сторона
«Невидимая сторона» (англ. The Blind Side) — спортивная драма режиссёра Джона Ли Хэнкока, вышедшая на экраны в 2009 году. Сценарий основан на книге Майкла Льюиса «The Blind Side: Evolution of a Game», изданной в 2006 году. Фильм рассказывает об игроке «Балтимор Рэйвенс» Майкле Оэре.

## Сюжет
Фильм основан на реальных событиях.
Майкл Оэр, молодой афроамериканец, в очередной раз лишается жилья. Из искреннего сострадания его берёт под свою опеку обеспеченная христианская семья, членом которой со временем он становится. Майкл с детства обладает обезоруживающей и, одновременно, беззащитной добротой, огромным ростом и титанической силой. Горячо поддержанный своей новой семьёй, он начинает играть за школьную команду в американский футбол. Многое предстоит преодолеть Майклу Оэру, но вопреки всем преградам его заслуженные успехи в спорте, а затем и в учёбе позволяют ему получить стипендию спортсмена и поступить на бюджетное отделение в Университет Миссисипи.
В конце фильма приведены документальные съёмки того, как Майкл проходит отбор в профессиональную команду «Балтимор Рэйвенс», а также документальные фотографии его приёмной семьи.

## В ролях
- Сандра Буллок — Ли Энн Туи[англ.]
- Тим Макгро — Шон Туи
- Куинтон Аарон — Майкл Оэр
- Кэти Бэйтс — Мисс Сью
- Джей Хэд — Эс Джей Туи
- Лили Коллинз — Коллинз Туи
- Рэй МакКиннон — тренер Бёрт Коттон
- Ким Диккенс — миссис Босвелл
- Адриан Ленокс — Дениз Оэр

## Награды и номинации
| Награды и номинации                                 | Награды и номинации | Награды и номинации | Награды и номинации |
| Награда                                             | Категория           | Номинирован(а)      | Итог                |
| --------------------------------------------------- | ------------------- | ------------------- | ------------------- |
| Оскар                                               | Лучшая актриса      | Сандра Буллок       | Победа              |
| Оскар                                               | Лучший фильм        |                     | Номинация           |
| Critic’s Choice Award                               | Лучшая актриса      | Сандра Буллок       | Победа              |
| Золотой глобус                                      | Лучшая актриса      | Сандра Буллок       | Победа              |
| Премия Гильдии киноактёров США                      | Лучшая актриса      | Сандра Буллок       | Победа              |
| People’s Choice Awards                              | Лучшая киноактриса  | Сандра Буллок       | Победа              |
| Washington D.C. Area Film Critics Association Award | Лучшая актриса      | Сандра Буллок       | Победа              |

## Релиз
Фильм был выпущен на DVD и Blu-ray 23 марта 2010.